# Земельні гонки в США
Земельні Гонки (англ. Land run іноді англ. Land rush) — історичні події, в ході яких проводився розподіл (або продаж) незаселеної державної землі на раніше набутих США територіях, більшою частиною колишньої Французької Луїзіани (більшість — на землях Індіанської території майбутнього штату Оклахома). Розподіл проводила Земельна контора США на основі Закону про гомстеди 1862 року, найчастіше після заїзду (гонки) за принципом «хто швидше добереться до ділянки» (через величезне число охочих). Також іноді землю продавали першому охочому, переможцю лотереї, або за іншим принципом.

## Хронологія проведення
На території Оклахоми проведено 7 Земельних гонок:
- 22 квітня 1889 відбулися Земельні гонки 1889 року в Оклахомі, коли 50 тисяч людей намагалися отримати приблизно 8000 км2 із Нерозподілених земель[en]).
- 22 вересня 1891 пройшли Земельні гонки 1891 року[en]) на землях індіанських племен айова, месквоки, потаватомі, сауків, шауні.
- 23 вересня 1891 — гонки в околицях окружного центру Текумсе) в Окрузі B (пізніше перейменованому на Поттаватомі).
- 28 вересня 1891 — гонки в околицях окружного центру Чандлер) в Окрузі A (пізніше перейменованому на Лінкольн).
- 19 квітня 1892 — гонки[en] на землях шеєнів і арапахо.
- 16 вересня 1893 пройшли найбільші Гонки, в яких брали участь 100 тисяч осіб, які претендували на 26 000 км2 так званої Смуги черокі[en] (найбільша територія, розподілена за допомогою гонок). Ці землі уряд придбав у племені черокі за 7 млн доларів.
- 23 травня 1895 — Земельні гонки[en]) із заселення колишніх земель народу кікапу.

## Boomer і sooner
Деякі поселенці нелегально в'їжджали вночі на вподобані ділянки до початку перегонів або законного строку апропріації ділянки (оголошення президента про вступ закону в силу) і переховувалися там, а потім заявляли права. Таку людину називали спочатку moonshiner (місяцесвітник), потім — sooner (ранник). Багато людей в'їжджали на ділянки раніше призначеного часу легально: маршали і їхні помічники, землеміри, залізничні службовці та деякі інші. Учасника перегонів називали boomer (бумник).

## Пам'ять
- Земельні гонки 1893 року в Оклахомі показано в декількох фільмах: Перекоти-поле[en] (1925), «Сімаррон» (1931), «Сімаррон» (1960), «Далека країна» (1992).
- На честь сторіччя Оклахоми, скульптор Пол Мур 2007 року зробив скульптурну групу «Oklahoma Centennial Land Run Monument» із 47 фігур (вершники на конях, вози, собаки та інші) на площі 111 м2, групу встановлено в Оклахома-Сіті в районі Бриктавн (Bricktown).

## У літературі
У науково-фантастичному оповіданні Роберта Шеклі «Гонки» описується аналогічний спосіб розподілу решти земель у майбутньому в умовах перенаселення.